# Rugby a 7 ai Giochi della XXXII Olimpiade
Il torneo di rugby a 7 ai Giochi della XXXII Olimpiade fu il 2º torneo olimpico, maschile e femminile, di rugby a VII.
Tenutosi nel programma dei XXXII Giochi, si svolse interamente al Tokyo Stadium di Chōfu, una struttura costruita in occasione del campionato mondiale di calcio 2002 ma poi destinata solo a sede di allenamenti durante tale competizione.
La competizione si svolse su sei giorni consecutivi, i primi tre dei quali, dal 26 al 28 luglio, dedicati al torneo femminile, e gli ultimi tre, dal 29 al 31 luglio 2021, a quello maschile.
I tornei si tennero secondo le regole del gioco e i criteri di qualificazione stabiliti da World Rugby.
Sia per il torneo maschile che quello femminile il Comitato olimpico britannico designò la federazione inglese a concorrere per la qualificazione in rappresentanza della Gran Bretagna.
Tra gli uomini, i campioni uscenti di Figi si riconfermarono battendo la Nuova Zelanda nella finale dell'oro; bronzo all'Argentina, vittorioso sulla Gran Bretagna.
L'oro femminile fu invece delle neozelandesi, argento nell'edizione precedente, che in finale batterono la Francia; Figi batté nella finale per il bronzo la Gran Bretagna; con i due podi del rugby e quello dell'edizione precedente, Figi giunse alla sua terza medaglia olimpica assoluta.

## Podi
| Evento              | Oro           | Argento       | Bronzo    |
| Rugby a 7 maschile  | Figi          | Nuova Zelanda | Argentina |
| Rugby a 7 femminile | Nuova Zelanda | Francia       | Figi      |

## Medagliere
| Pos.   | Paese         | Oro | Argento | Bronzo | Totale |
| ------ | ------------- | --- | ------- | ------ | ------ |
| 1      | Nuova Zelanda | 1   | 1       | 0      | 2      |
| 2      | Figi          | 1   | 0       | 1      | 2      |
| 3      | Francia       | 0   | 1       | 0      | 1      |
| 4      | Argentina     | 0   | 0       | 1      | 1      |
| Totale | Totale        | 2   | 2       | 2      | 6      |